# فيروز أباد (نظر أباد)
فيروز أباد هي قرية في مقاطعة نظر أباد، إيران. يقدر عدد سكانها بـ 290 نسمة بحسب إحصاء 2016.